# Tom Reese
Tom Reese (Chattanooga, 8 agosto 1928 – Studio City, 12 dicembre 2017) è stato un attore statunitense, che è apparso in molti western sia sul grande e piccolo schermo.

## Carriera
Il suo esordio cinematografico è stato in Ombre di John Cassavetes e il suo film successivo fu Stella di fuoco con Elvis Presley. Tra i suoi primi film figurano anche Avventura d'amore e di guerra, 20 chili di guai!... e una tonnellata di gioia!, Matt Helm... non perdona! e tanti altri. Nel 2009 Reese interpretò l'ispettore Riley in Dark and Stormy Night, un film indipendente che fa da parodia ai generi sia della Casa stregata e giallo.
La sua carriera in televisione include anche miniserie e film TV tra cui Dick Tracy, The Hollywood Detective, Militari di carriera, Incubo ad Alcatraz, Straniero e The Virginia Hill Story sulla fidanzata del gangster Bugsy Siegel.

### Morte
Reese morì nel dicembre 2017 a Studio City a 89 anni.

## Filmografia

### Cinema
- Ombre (Shadows), regia di John Cassavetes (1959)
- Stella di fuoco (Flaming Star), regia di Don Siegel (1960)
- Avventura d'amore e di guerra (Marines Let's Go), regia di Raoul Walsh (1961)
- 20 chili di guai!... e una tonnellata di gioia! (40 Pounds of Trouble), regia di Norman Jewison (1962)
- 5.000 dollari vivo o morto (Taggart), regia di R. G. Springsteen (1964)
- 1000 dollari per un Winchester (Blood on the Arrow), regia di Sidney Salkow (1964)
- La più grande storia mai raccontata (The Greatest Story Ever Told), regia di George Stevens (1965)
- La trappola mortale (The Money Trap), regia di Burt Kennedy (1966)
- Matt Helm... non perdona! (Murderer's Row), regia di Henry Levin (1966)
- Il massacro del giorno di San Valentino (The St. Valentine's Day Massacre), regia di Roger Corman (1967)
- Il dito più veloce del West (Support Your Local Sheriff!), regia di Burt Kennedy (1969)
- Punto zero (Vanishing Point), regia di Richard C. Sarafian (1971)
- Organizzazione crimini (The Outfit), regia di John Flynn (1973)
- Party selvaggio (The Wild Party), regia di James Ivory (1975)
- I mastini del Dallas (North Dallas Forty), regia di Ted Kotcheff (1979)

### Televisione
- Bonanza – serie TV, 3 episodi (1960-1966)
- Gunsmoke – serie TV, 14 episodi (1960-1975)
- Il virginiano (The Virginian) – serie TV, 2 episodi (1962-1965)
- Selvaggio west (The Wild Wild West) – serie TV, 1 episodio (1965)
- La terra dei giganti (Land of the Giants) – serie TV, 1 episodio (1969)
- Ellery Queen – serie TV, 22 episodi (1975-1976)
- La gang della mano rossa (The Red Hand Gang) – serie TV, 3 episodi (1977)
- Moonlighting – serie TV, 1 episodio (1987)
- Incubo ad Alcatraz (Six Against the Rock), regia di Paul Wendkos – film TV (1987)
- La signora in giallo (Murder, She Wrote) – serie TV, episodio 4x16 (1989)

## Doppiatori italiani
Nelle versioni in italiano delle opere in cui ha recitato, Tom Reese è stato doppiato da:
- Glauco Onorato in Ombre
- Ferruccio Amendola in La più grande storia mai raccontata
- Gino Donato in Punto zero
- Carlo Hintermann in Organizzazione crimini
- Renato Mori in Ellery Queen
- Angelo Nicotra in Ellery Queen (ep. 1x05)
- Sergio Matteucci in Ellery Queen (ep. 1x07, 1x15)